# Glypthelmis quieta
Glypthelmis quieta är en plattmaskart. Glypthelmis quieta ingår i släktet Glypthelmis och familjen Macroderoididae. Inga underarter finns listade i Catalogue of Life.